# Клеберг (округ)
Округ Клеберг (англ. Kleberg county) — округ штата Техас Соединённых Штатов Америки. На 2000 год в нем проживало 31 549 человек. По оценке бюро переписи населения США в 2009 году население округа составляло 30 647 человек. Окружным центром является город Кингсвилл.

## История
Округ Клеберг был сформирован в 1913 году. Он был назван в честь Роберта Юстуса Клеберга (1803—1888), немецкого поселенца и солдата в битве при Сан-Хасинто.

## География
По данным бюро переписи населения США площадь округа Клеберг составляет 2824 км², из которых 2256 км² — суша, а 568 км² — водная поверхность (20,12 %).

### Основные шоссе
- Шоссе 77
- Автострада 141
- Автострада 285

### Соседние округа
- Нуэсес  (север)
- Мексиканский залив  (восток)
- Кенеди  (юг)
- Брукс  (юго-запад)
- Джим-Уэлс  (запад)